# Dubów
Dubów [pronunciación en polaco: /ˈdubuf/] es una aldea ubicada en el distrito administrativo de Gmina Łomazy, dentro del condado de Biała Podlaska, voivodato de Lublin, en el este de Polonia. Se encuentra a unos 8 kilómetros al norte de Łomazy, a 9 kilómetros al sureste de Biała Podlaska, y a 90 kilómetros al noreste de la capital regional Lublin.